# Anthicus gordeevae
Anthicus gordeevae is een keversoort uit de familie snoerhalskevers (Anthicidae). De wetenschappelijke naam van de soort is voor het eerst geldig gepubliceerd in 1974 door Medvedev.